# Japanskt sjölejon
Japanskt sjölejon (Zalophus japonicus) är en utdöd däggdjursart som först beskrevs av Peters 1866.  Zalophus japonicus ingår i släktet Zalophus, och familjen öronsälar. Arten förekom tidigare i södra Asien och Indiska oceanen och västra delen av Stilla havet. IUCN kategoriserar arten globalt som utdöd. Inga underarter finns listade. Populationen räknades fram till början av 2000-talet som underart till kaliforniskt sjölejon. 
Med en längd av 2,3 till 2,5 m och en vikt av 450 till 560 kg var hanar av arten större än kaliforniskt sjölejon och även större än honor som blev i genomsnitt 1,64 m långa. Pälsfärgen var allmänt mörkgrå.